# Relations entre la Belgique et la Bulgarie
Les relations entre la Belgique et la Bulgarie sont les relations étrangères bilatérales de la Belgique et de la Bulgarie, deux États membres de l'Union européenne.

## Histoire
Les relations diplomatiques entre les deux pays sont établies en 1879, peu de temps après la création de la principauté de Bulgarie.

### Première Guerre mondiale
Dès août 1914, la Belgique est occupée par l'Empire allemand. Entre 1914 et 1915, à l’inverse, le royaume de Bulgarie est resté neutre. Cependant, la Bulgarie finit par se rapprocher de l’Empire prussien et de l'Autriche-Hongrie et, en 1915, le gouvernement du Premier ministre libéral Vasil Radoslavov s'aligna avec les empires centraux.

### Entre-deux-guerres
Après leur défaite et les pertes territoriales, Ferdinand Ier fut contraint d'abdiquer en 1918. Il a été remplacé par son fils Boris III, qui a dirigé le pays jusqu'à sa mort en 1943. 

### Seconde Guerre mondiale
Entre 1939 et 1941, la Bulgarie reste neutre. 
En 1940, lors de la campagne des 18 jours, la Belgique est envahie par le Troisième Reich.
La Bulgarie, quant à elle, se rapproche progressivement de l'Axe dont elle devient l'alliée à partir du 1er mars 1941, date à laquelle l'adhésion de la Bulgarie à l'Axe est officialisée lors d'une cérémonie à laquelle sont convoqués le président du Conseil et le ministre des Affaires étrangères bulgares et par l'entrée de troupes allemandes dans le Royaume. En 1943, Siméon II succède à son père à l'âge de six ans (une régence à trois têtes est alors instituée du fait de sa minorité). Durant cette période, la Bulgarie restera proche de l’Axe jusqu'au 9 septembre 1944 et bascule ensuite du côté des Alliés jusqu'à la fin de la guerre.

## Économie
La Belgique et la Bulgarie ont conclu, en octobre 2016, un accord visant à lutter contre le dumping social, l'exploitation et la fraude.

## Sources

## Compléments